# Testamento biologico

Blu-Eutanasia legale
Azzurro-Eutanasia passiva legale
Rosso-Eutanasia illegale
Grigio-Legalità non certa o chiara

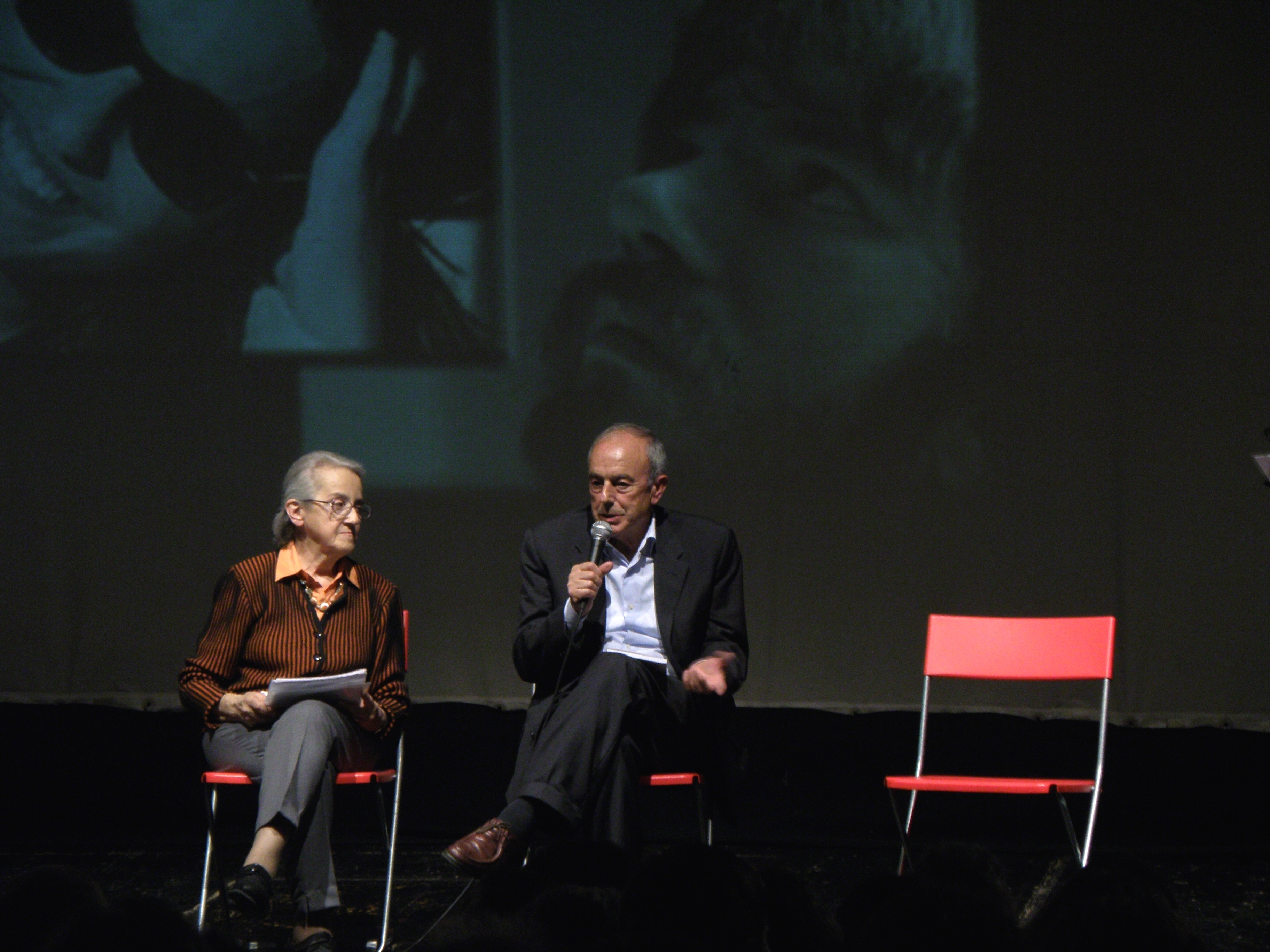
Incontro con Mina Welby (moglie di Piergiorgio Welby) e Beppino Englaro (padre di Eluana Englaro)

Il testamento biologico, o biotestamento, è un documento legale redatto da una persona per specificare in anticipo i trattamenti sanitari da intraprendere nel caso di una propria eventuale impossibilità a comunicare direttamente a causa di malattia o incapacità.
Nella legislazione italiana è chiamato disposizione anticipata di trattamento (DAT).

## Testamento biologico nei vari ordinamenti

### Australia
Il concetto di Dichiarazione anticipata di trattamento (Advance Health Directive) è definito nel Powers of Attorney act (1998) e nel Guardianship and Administration act (2000).

### Germania
Il 18 giugno 2009 il Bundestag tedesco ha approvato una legge sul testamento biologico, entrata in vigore il 1º settembre. Tale legge, basata sul principio del diritto all'autodeterminazione, prevede l'assistenza di un fiduciario ("amministratore di sostegno") e del medico curante.
In base alla legge, un maggiorenne può predisporre per iscritto il consenso o rifiuto a sottoporsi ad esami, cure o interventi medici "per il caso in cui si trovasse nell'incapacità di prestare consenso"; tale dichiarazione è sempre revocabile "senza vincoli di forma".
Il fiduciario ha il compito di valutare se la scelta espressa a suo tempo si attagli alle condizioni di vita e salute del paziente; in tal caso egli è "tenuto ad esternare e a far valere la volontà dell'amministrato", e decidere assieme al medico curante sul trattamento o sulla "desistenza", in base alle volontà a suo tempo espresse.
Dove manchi una disposizione espressa, o questa non si adatti alle condizioni del paziente, il fiduciario si occuperà di "accertare le cure mediche desiderate o la volontà presunta" del paziente, prendendo decisioni di cura assieme al medico curante. Tale volontà presunta si accerta tramite "le precedenti dichiarazioni sia orali sia scritte, le convinzioni etiche e religiose, e gli altri principi di valore personali" del paziente.
La discrezionalità del fiduciario è limitata in più direzioni: in primo luogo dalla necessità di consultazione costante del medico curante; quindi dalla vigilanza del Tribunale Tutelare sulle sue decisioni; infine dalla possibilità di pronunciamento anche dei parenti stretti sull'accertamento della volontà espressa o presunta, "ove sia possibile senza che si protragga troppo a lungo".

### Inghilterra e Galles
In Inghilterra e Galles, una persona può fare una dichiarazione anticipata di trattamento o nominare un curatore in base al Mental Capacity Act del 2005. Ciò vale solo per un rifiuto anticipato di trattamento, nel caso in cui la persona manchi delle capacità mentali, e deve essere considerato valido ed applicabile dallo staff medico interessato.

### Italia
Il 14 dicembre 2017, durante il Governo Gentiloni, è stata approvata in via definitiva al Senato, con 180 voti favorevoli (PD, M5S, LeU), 71 contrari (FI, Lega) e 6 astenuti, la legge denominata Norme in materia di consenso informato e di disposizioni anticipate di trattamento (legge 22 dicembre n.219), entrata ufficialmente in vigore il 31 gennaio 2018. La legge che disciplina le modalità per effettuare la disposizione anticipata di trattamento è stata approvata da una alleanza  parlamentare formata da Partito Democratico, Movimento 5 Stelle e Liberi e Uguali.
La norma si articola in sette punti:
- Consenso informato

Questo punto prevede che nessun trattamento sanitario possa essere intrapreso o proseguito senza il consenso libero e informato dell’interessato. Il documento per il consenso informato deve essere in forma scritta, ma può essere sostituito da videoregistrazione, o da altre tecnologie, se il paziente non è in grado di sottoscriverlo di persona.
- Accanimento terapeutico, sedazione profonda e abbandono cure

La legge garantisce al paziente il diritto all’abbandono delle terapie, impedendo così qualunque tipo di accanimento terapeutico. Assicura, inoltre, la terapia del dolore fino alla sedazione profonda continuata. Il medico, con il consenso del paziente, può mettere in atto la sedazione palliativa profonda, unita alla terapia del dolore, nel caso in cui la patologia in questione sia refrattaria ai trattamenti e provochi sofferenze inutili.
- Nutrizione e idratazione artificiali

Per la norma, ogni paziente informato, in grado di intendere e di agire, può accettare o meno il trattamento, o singoli atti del trattamento, proposto dal medico curante. Inoltre, il soggetto in cura può revocare il consenso in qualunque momento, anche nel caso in cui la scelta porti all’interruzione del trattamento. Si può quindi decidere di interrompere anche la nutrizione e l’idratazione artificiali.
- Responsabilità del medico

Secondo la nuova legge, il medico deve tener conto della volontà del paziente che sceglie di rifiutare o interrompere un trattamento, ed è esente da responsabilità penali o civili. Si specifica, inoltre, che la legge deve essere rispettata e applicata anche nelle cliniche cattoliche, ma si lascia comunque al medico la possibilità di dichiararsi obiettore di coscienza.
- Minori e incapaci

In caso di paziente minore o incapace, il consenso informato è espresso da chi ha la responsabilità genitoriale, dal tutore o dall’amministratore di sostegno. Minori e incapaci devono essere informati al pari degli altri pazienti per poter esprimere le proprie volontà, valorizzando così le capacità di comprensione e decisione dei soggetti.
- Dichiarazione anticipata di trattamento (Dat)

La legge concede il diritto a tutti i maggiorenni in grado di intendere e di volere di lasciare disposizioni sulle cure in caso di futura incapacità nell’autodeterminazione. Le dichiarazioni vincolano il medico e possono essere redatte sia in forma scritta che sotto forma di videoregistrazione, nel caso il paziente non riesca a scrivere. Nel documento inoltre può essere nominata una persona di fiducia che rappresenti il paziente. Le Dat, raccolte in registri regionali, si possono rinnovare, modificare e interrompere in qualunque momento. Infine, il medico può rifiutarsi di rispettarle nel caso siano ritenute incongrue, se sia cambiata la situazione clinica del paziente o se siano sopraggiunte nuove cure dopo la compilazione del documento.
- Pianificazione condivisa delle cure

La norma concede infine la possibilità di pianificare le cure in maniera condivisa tra medico e paziente, in rapporto all’evoluzione di una malattia cronica. La pianificazione dei trattamenti può essere modificata e aggiornata secondo l’evolversi della patologia, sia su suggerimento del medico che su richiesta del paziente.

#### Precedente contesto giuridico
Quando in Italia non esisteva ancora una legge specifica sul testamento biologico, per un cittadino italiano, la formalizzazione della propria espressione di volontà riguardo ai trattamenti sanitari che desiderava accettare o rifiutare poteva variare da caso a caso, anche perché il testatore scriveva cosa pensa in quel momento senza un preciso formato, spesso riferendosi ad argomenti eterogenei come donazione degli organi, cremazione, terapia del dolore, nutrizione artificiale e accanimento terapeutico, e non tutte le sue volontà potrebbero essere considerate bioeticamente e legalmente accettabili.
L'articolo 32 della Costituzione della Repubblica Italiana stabilisce che «nessuno può essere obbligato a un determinato trattamento sanitario se non per disposizione di legge» e l'Italia ha firmato, ratificato e resa esecutiva (ma non ancora depositato) nel 2001 la Convenzione sui diritti umani e la biomedicina (L. 28 marzo 2001, n.145) di Oviedo del 1997 che stabilisce che «i desideri precedentemente espressi a proposito di un intervento medico da parte di un paziente che, al momento dell'intervento, non è in grado di esprimere la sua volontà saranno tenuti in considerazione». Il Codice di Deontologia Medica, in aderenza alla Convenzione di Oviedo, afferma che il medico dovrà tenere conto delle precedenti manifestazioni di volontà dallo stesso.
È importante sottolineare che nonostante la legge n. 145 del 2001 abbia autorizzato il Presidente della Repubblica a ratificare la Convenzione, tuttavia lo strumento di ratifica non è ancora depositato presso il Segretariato Generale del Consiglio d'Europa, non essendo stati emanati i decreti legislativi previsti dalla legge per l'adattamento dell'ordinamento italiano ai principi e alle norme della Costituzione. Per questo motivo l'Italia non fa parte della Convenzione di Oviedo.

#### Casi di giurisprudenza
Per la prima volta in Italia, il 5 novembre 2008, il Tribunale di Modena emette un decreto di nomina di amministratore di sostegno in favore di un soggetto qualora questo, in un futuro, sia incapace di intendere e di volere. L'amministratore di sostegno avrà il compito di esprimere i consensi necessari ai trattamenti medici. Così facendo si è data la possibilità di avere gli stessi effetti giuridici di un testamento biologico seppur in assenza di una normativa specifica, dal giudice stesso ritenuta non indispensabile ma comunque opportuna.

#### Dibattito politico
L'argomento, "eticamente sensibile", è oggetto di posizioni differenti fra correnti di pensiero di tipo radicale comprese discussioni di ispirazione cristiana sull'eutanasia e di forte privazione della libertà di scelta sulla propria vita.
Per quanto riguarda l'eutanasia il Comitato Nazionale di Bioetica si è espresso nel dicembre 2003 con un documento, di 19 pagine, contenente un'analisi delle problematiche connesse e terminante con una serie di raccomandazioni, il cui rispetto garantisce la legittimità delle dichiarazioni anticipate. Nel documento si afferma che le dichiarazioni anticipate non possono contenere indicazioni «in contraddizione col diritto positivo, le regole di pratica medica, la deontologia [...] il medico non può essere costretto a fare nulla che vada contro la sua scienza e la sua coscienza» e che  «il diritto che si vuol riconoscere al paziente di orientare i trattamenti a cui potrebbe essere sottoposto, ove divenuto incapace di intendere e di volere, non è un diritto all'eutanasia, né un diritto soggettivo a morire che il paziente possa far valere nel rapporto col medico [...] ma esclusivamente il diritto di richiedere ai medici la sospensione o la non attivazione di pratiche terapeutiche anche nei casi più estremi e tragici di sostegno vitale, pratiche che il paziente avrebbe il pieno diritto morale e giuridico di rifiutare, ove capace».
Il documento del Comitato Nazionale di Bioetica afferma inoltre che i medici dovranno non solo tenere in considerazione le direttive anticipate scritte su un foglio firmato dall'interessato, ma anche documentare per iscritto nella cartella clinica le sue azioni rispetto alle dichiarazioni anticipate, sia che vengano attuate o disattese..
Il dibattito sul "fine vita", animato in primo luogo dalle battaglie portate avanti dal Partito Radicale e dall’Associazione Luca Coscioni, ha indirizzato l’attenzione mediatica su singoli casi di pazienti affetti da malattie irreversibili e degenerative. Si è molto discusso delle vicende di Luca Coscioni, Eluana Englaro, Piergiorgio Welby, Giovanni Nuvoli, Lucio Magri, Walter Pilidu, Fabiano Antoniani (Dj Fabo), Davide Trentini e Loris Bertocco. Questi i casi che hanno maggiormente contributo al cammino che ha portato all’approvazione della legge in materia di consenso informato e disposizioni anticipate di trattamento.
Ma ancor prima dell'approvazione della legge, in molti comuni italiani era già stata avviata la raccolta della dichiarazione anticipata di trattamento dei cittadini residenti nel territorio interessato. Per i promotori di queste iniziative, questi atti non avevano lo scopo di eludere o di anticipare le iniziative legislative, ma erano considerate un'azione necessaria perché, in caso di bisogno, non fosse necessario ricostruire, a posteriori, le volontà dell'interessato, come è successo nel caso di Eluana Englaro.

#### Opinione pubblica italiana
Sondaggi Eurispes dal 2015 al 2021:
| Legalizzazione del biotestamento | 2015  | 2016  | 2019  | 2020  | 2021  |
| -------------------------------- | ----- | ----- | ----- | ----- | ----- |
| Legalizzazione del biotestamento | 67,5% | 71,6% | 67,9% | 73,8% | 71,5% |

#### Dati sulle Dat depositate in Italia
Secondo i dati diffusi dall'Associazione Luca Coscioni, al 27 giugno 2023 risultavano depositate 230.662 Dat in tutta italia, pari a circa lo 0,45% della popolazione adulta. Le regioni con il maggior numero di Dat depositate risultavano la Lombardia, l'Emilia-Romagna e il Piemonte. Ma se si considera il numero di Dat per abitante, le regioni con il maggior numero di Dat, in proporzione alla popolazione, risultavano Abruzzo, Marche e Piemonte.

### Paesi Bassi
Nei Paesi Bassi, pazienti e potenziali pazienti possono specificare le circostanze in base alle quali vorrebbero accedere all'eutanasia, attraverso una "direttiva sull'eutanasia" scritta. Ciò aiuta a stabilire la volontà preventivamente espressa del paziente, anche quando il paziente non è più in grado di comunicare. Tuttavia, questo è solo uno dei fattori presi in considerazione; oltre alle volontà scritte del paziente, almeno due medici, il secondo dei quali totalmente estraneo al primo in materia professionale (ad es. che lavori in un altro ospedale e senza preventiva conoscenza del caso in specie) devono concordare sullo stato di malato terminale del paziente e sull'inesistenza di speranze di guarigione.

### Stati Uniti d'America
La maggior parte degli stati degli Stati Uniti d'America riconoscono le volontà anticipate o la designazione di un curatore sanitario.
Tuttavia un report della Robert Wood Johnson Foundation del 2002 ha segnalato come solo sette stati meritassero il massimo voto per l'aderenza agli standard del Uniform Rights of the Terminally Ill Act.
Alcune inchieste rilevano come due terzi degli americani riportino di aver dovuto prendere decisioni sul fine vita di loro cari.
La California non riconosce le volontà anticipate, ma utilizza una Advanced Health Care Directive.
Il 30 novembre 2006 il governatore della Pennsylvania Edward Rendell ha firmato la Legge n. 169, che fornisce un quadro normativo globale sulle direttive anticipate di trattamento e sulla presa di decisioni sanitarie per pazienti incapacitati.

### Svizzera
In Svizzera diverse organizzazioni si prendono cura di registrare le volontà dei pazienti attraverso moduli firmati dal paziente, che dichiarano che in caso di permanente perdita di capacità di giudizio (per inabilità a comunicare o grave danno cerebrale) ogni mezzo di prolungamento della vita sia fermato. Tali organizzazioni, così come i membri della famiglia, mantengono procure che li intitolano a mettere in atto le volontà del paziente. Registrare le proprie volontà è relativamente semplice.
Essa, poi, è un esempio particolare per una serie di motivi: l‟art. 115 del suo codice penale punisce con la reclusione fino a cinque anni o con una pena pecuniaria chi istiga o presta il proprio aiuto al suicidio altrui per motivi non altruistici. Ciò significa che chi, invece, pone in essere tale comportamento per motivi di pìetas, altruismo e solidarietà legate alla condizione di sofferenza ed irreversibilità della malattia di un individuo non è punibile. L'eutanasia attiva, invece, non è consentita in ogni caso. Nel maggio 2011, i cittadini della Confederazione Elvetica si sono recati alle urne per rispondere ai quesiti avanzati da alcuni partiti conservatori al fine di impedire ai non residenti di essere aiutati a morire nel territorio nazionale. L'esito del referendum è stato il rigetto a larghissima maggioranza di entrambi i quesiti, lasciando quindi invariata la situazione e rimanendo la Svizzera tra le mete del cosiddetto “pellegrinaggio della morte".
La legge svizzera consente il suicidio assistito, per i quale deve essere il singolo soggetto a compiere materialmente l'ultimo gesto per assumere i farmaci che lo uccideranno. Le organizzazioni no-profit supportano i pazienti e i famigliari per quanto riguarda l'alloggio,  il trasporto dal medico prescrittore ed infine nelle cliniche autorizzate ad amministrare la loro morte.

## La posizione della Chiesa cattolica

### Conferenza Episcopale Italiana
La Chiesa cattolica, nella persona del cardinale Angelo Bagnasco, presidente della CEI, ha sollecitato a varare una legge sul fine vita che, riconoscendo valore legale a dichiarazioni inequivocabili e rese in forma certa ed esplicita, dia nello stesso tempo tutte le garanzie sulla presa in carico dell'ammalato e sul rapporto fiduciario tra lo stesso e il medico, cui è riconosciuto il compito di vagliare i singoli atti concreti e decidere in scienza e coscienza, fuori dalle gabbie burocratiche.
Riguardo al rifiuto dell'alimentazione e dell'idratazione, l'argomento principale su cui sono divise le posizioni e conseguentemente i vari disegni di legge presentati in parlamento, il cardinale ha precisato che non vi sarebbe la necessità di specificare alcunché, in quanto queste somministrazioni sarebbero ormai universalmente riconosciute come trattamenti di sostegno vitale, qualitativamente diversi dalle terapie sanitarie.
L'opinione del prelato è che non si possa chiedere la sospensione di tali procedure, e che questa sia una salvaguardia indispensabile, «se non si vuole aprire il varco a esiti agghiaccianti anche per altri gruppi di malati non in grado di esprimere deliberatamente ciò che vogliono per se stessi».
Bagnasco così sintetizza l'auspicio della Chiesa cattolica italiana: «che in questo delicato passaggio − mentre si evitano inutili forme di accanimento terapeutico − non vengano in alcun modo legittimate o favorite forme mascherate di eutanasia, in particolare di abbandono terapeutico, e sia invece esaltato ancora una volta quel favor vitae che a partire dalla Costituzione contraddistingue l'ordinamento italiano.»

### Conferenza episcopale tedesca
La Conferenza episcopale tedesca (DBK), per mano dell'allora presidente − il Card. Karl Lehmann − nel 1999 ha firmato un documento congiunto con le Chiese Evangeliche in Germania. Il documento, intitolato Disposizioni sanitarie del paziente cristiano è stato poi rivisto nel 2003 e contiene le linee guida per redigere un testamento biologico compatibile con la fede cristiana.
Nel testo si distinguono l'eutanasia passiva e l'eutanasia indiretta da quella attiva, che viene sempre condannata. L'eutanasia passiva, invece, è considerata eticamente e giuridicamente accettabile quando si tratti di non attuare trattamenti volti al prolungamento della vita di pazienti terminali ed inguaribili, cioè quando consiste nella rinuncia all'accanimento terapeutico, ovvero di terapie straordinarie e sproporzionate rispetto ai risultati attesi.
Questa distinzione ha richiamato l'attenzione della rivista MicroMega, che vi ha letto una spaccatura all'interno della Chiesa cattolica riguardo alla bioetica, in quanto la Chiesa − nel suo Magistero − condanna ogni forma di eutanasia, anche passiva.
Per questa ragione, il 17 marzo 2009 la Conferenza episcopale tedesca ha emesso un comunicato nel quale − riferendosi all'articolo apparso sulla rivista − ha chiarito il malinteso affermando che i concetti di eutanasia passiva ed eutanasia indiretta presenti nel documento non contrastano in alcun modo con le affermazioni del Catechismo della Chiesa cattolica, poiché la differenziazione che è stata adottata nelle Disposizioni è quella illustrata dal Vaticano nel Catechismo. La definizione di eutanasia passiva utilizzata nel documento tedesco coincide, infatti, con la rinuncia all'accanimento terapeutico, che è ammessa dalla Chiesa cattolica nel paragrafo 2278 del Catechismo, e non riguarda quindi quanto è condannato dalla Chiesa; parimenti l'eutanasia indiretta consiste nel ricorso a cure palliative contro il dolore, che possono accorciare la vita del paziente ma sono anch'esse ammesse, nel paragrafo successivo.
Il 29 marzo 2007, inoltre, la Conferenza episcopale tedesca aveva puntualizzato di opporsi con decisione ai progetti che intendono consentire l'interruzione dei trattamenti necessari per la vita di pazienti in stato vegetativo e di persone con demenza grave. Aggiungendo poi che tali persone − non trovandosi in punto di morte, ma essendo bensì malati gravi − richiedono semmai una particolare dedizione e assistenza; una regolamentazione che consentisse di sospenderne l'alimentazione e l'idratazione non costituirebbe quindi una rinuncia all'accanimento terapeutico, ma sarebbe una forma d'eutanasia non ammessa.